# 2001 RY143
2001 RY143, também escrito como 2001 RY143, é um objeto transnetuniano (TNO) que está localizado no cinturão de Kuiper, uma região do Sistema Solar. Ele é classificado como um cubewano. O mesmo possui uma magnitude absoluta de 7,1 e tem um diâmetro com cerca de 167 km.

## Descoberta
2001 RY143 foi descoberto no dia 12 de setembro de 2001 pelo astrônomo Marc W. Buie.

## Órbita
A órbita de 2001 RY143 tem uma excentricidade de 0,016 e possui um semieixo maior de 44,876 UA. O seu periélio leva o mesmo a uma distância de 44,150 UA em relação ao Sol e seu afélio a 45,602 UA.